# Club Patinatge El Masnou
El Club Patinatge El Masnou  (CP El Masnou) és un club esportiu de patinatge artístic del Masnou, fundat l'any 1983. Va nàixer com a secció de patinatge del Club Trèvol i el 1996 va constituir-se com a entitat pròpia.

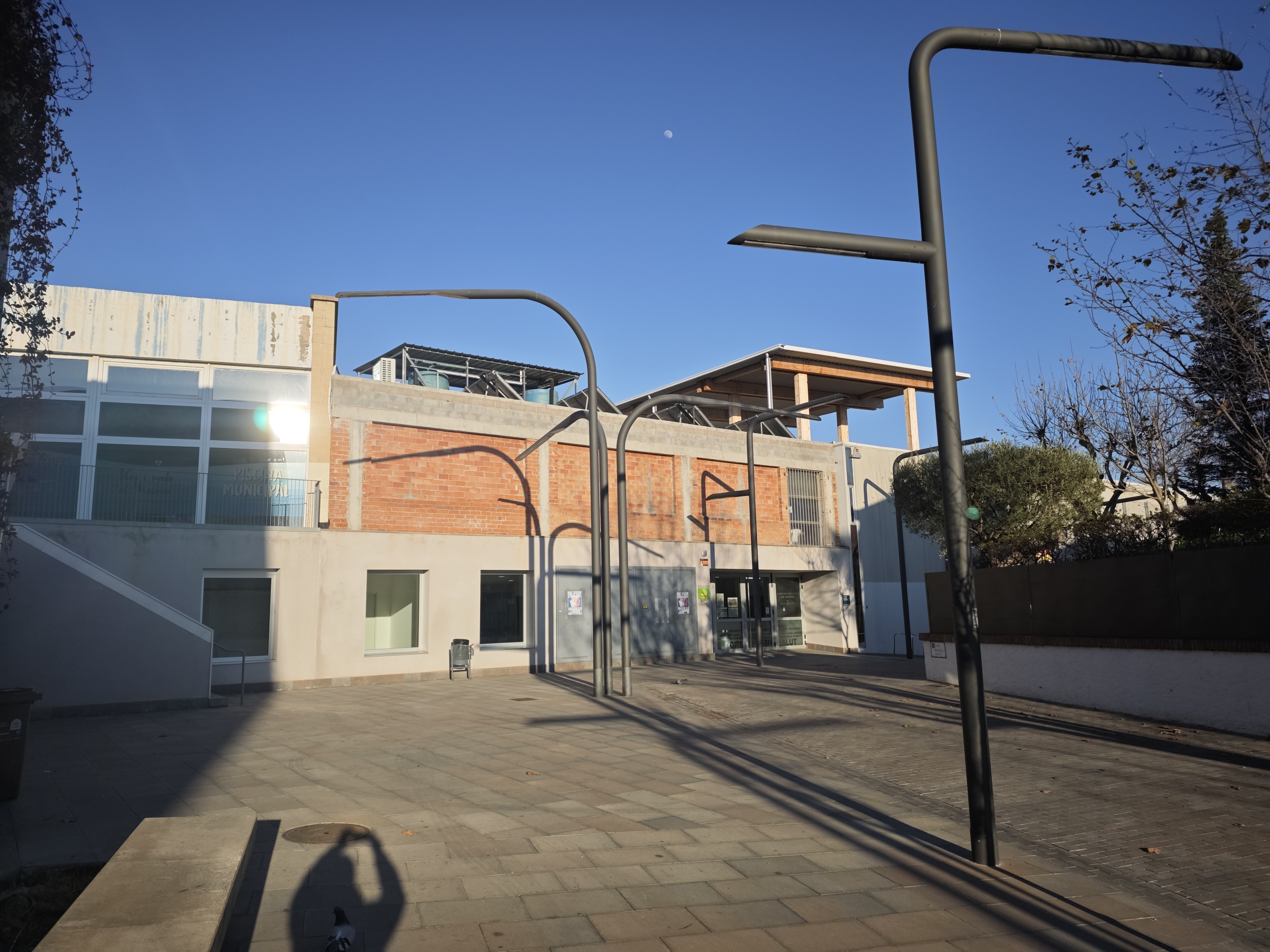
Complex Esportiu Municipal.

Practica les modalitats de figures obligatòries, estil lliure i grups de xou així com disposa d'equips masculins, femenins i categories inferiors. L'equip ha aconseguit nombroses èxits a nivell català i espanyol, i en l'àmbit internacional destaca el Campionat d'Europa de 2008 i els subcampionats del món de 2008 i 2014.

## Palmarès
- 2 medalla d'argent als Campionats del Món de grups de xou : 2008, 2014
- 1 medalla d'or als Campionat d'Europa de grups de xou: 2008
- 2 medalles d'argent als Campionats d'Europa de grups de xou: 2002, 2010
- 1 medalla de bronze als Campionats d'Europa de grups de xou: 2001